# マルコム・キャンベル

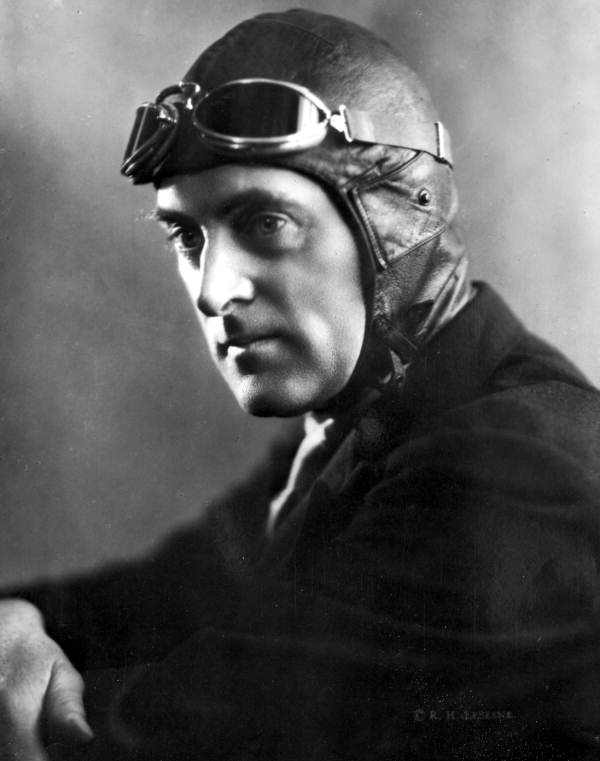
マルコム・キャンベル

マルコム・キャンベル（Sir Malcolm Campbell、1885年3月11日 - 1948年12月31日）はイギリスのレーサー、トレジャーハンター、モーター雑誌記者である。1920年代、1930年代に自動車やモーターボートの速度記録を樹立したことで知られる。
キャンベルは海賊が財宝を隠したとされる太平洋のココ島に赴いて財宝を探した。1931年にはココ島での冒険をまとめた『My Greatest Adventure; Searching for Pirate Treasure in Cocos Island』を出版。
その後、キャンベルと元弁護士のヒューバート・パルマーは有名な海賊、ウィリアム・キッドが隠したとされる財宝を求めて極東のシナ海に向かう予定を立てた。しかし、この計画は戦争の影響で延期されて最終的には中止になった。

## 人物
ロンドン・ブロムリー区のチズルハースト (Chislehurst) にダイヤモンド販売者の息子に生まれた。ドイツでダイヤモンド売買を学んだが、オートバイや自動車レースに興味を持った。イギリスに戻った後、1906年から1908年の間にオートバイのレースで3回優勝した。1910年にレーシングカーの製作を始め、Haymarket劇場で見たモーリス・メーテルリンクの青い鳥の劇を見た後、ブルーバードと名づけられた。第一次世界大戦中は空軍などで働いた。
1924年にCarmarthen Bay近くのPendine Sandsで、350馬力 V12サンビームを使って235.22 km/hの速度記録を初めて樹立、その後1935年までの間に9回の速度記録を樹立した。うち3回はPendine Sandsで、5回はデイトナビーチで、最後の記録樹立は1935年9月3日に、アメリカのユタ州のボンネビル・ソルトフラッツで行われ、時速300マイルをはじめて超えた301.337 mph (484.955 km/h)を記録した。また1939年8月19日に水上速度記録、141.740 mph (228.108 km/h)を樹立した。
1927年と1928年にはブガッティ T39Aで、グランプリで2回優勝した。

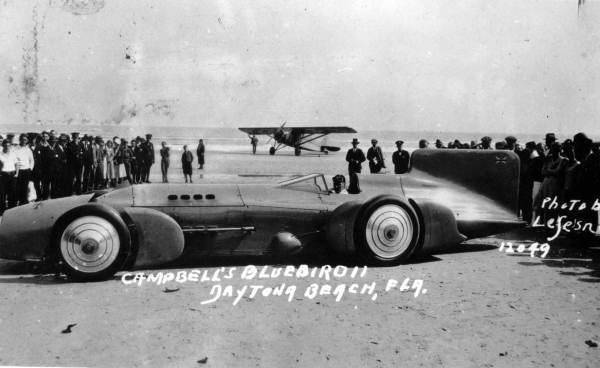
1931年、デイトナビーチのブルーバード

速度記録に挑戦した人々の多くが事故で命を落としているのに対して、マルコム・キャンベルは63歳まで生きて心臓病で没した。息子のドナルド・キャンベル（Donald Campbell ）も速度記録を樹立したが速度記録挑戦中に事故死している。1931年の速度記録樹立によりナイト位を受けた。1990年にモータースポーツ殿堂入りをした。王立自動車クラブの、乗り物の分野で顕著な業績を上げたイギリス人に贈るシーグレーブ・トロフィーを1933年と1939年に受賞した。

## 脚註
1. 1 2  “Captain Kidd's Lost Treasure”. Gippsland Times. (1950年11月13日) 2025年1月4日閲覧。 {{cite news}}: 名無し引数「洋書」は無視されます。 (説明)⚠